# جات (طبق)
جات (بالبنجابية: چاٹ) هي عائلة من الوجبات الخفيفة اللذيذة التي نشأت في الهند وعادة ما يتم تقديمها مُقبلات أو في مسارات على جانب الطريق من الأكشاك أو عربات الطعام عبر جنوب آسيا في الهند وباكستان ونيبال وبنغلاديش. مع أصولها في ولاية أُتَر في الهند  أصبحت الجات ذات شعبية كبيرة في بقية جنوب آسيا.

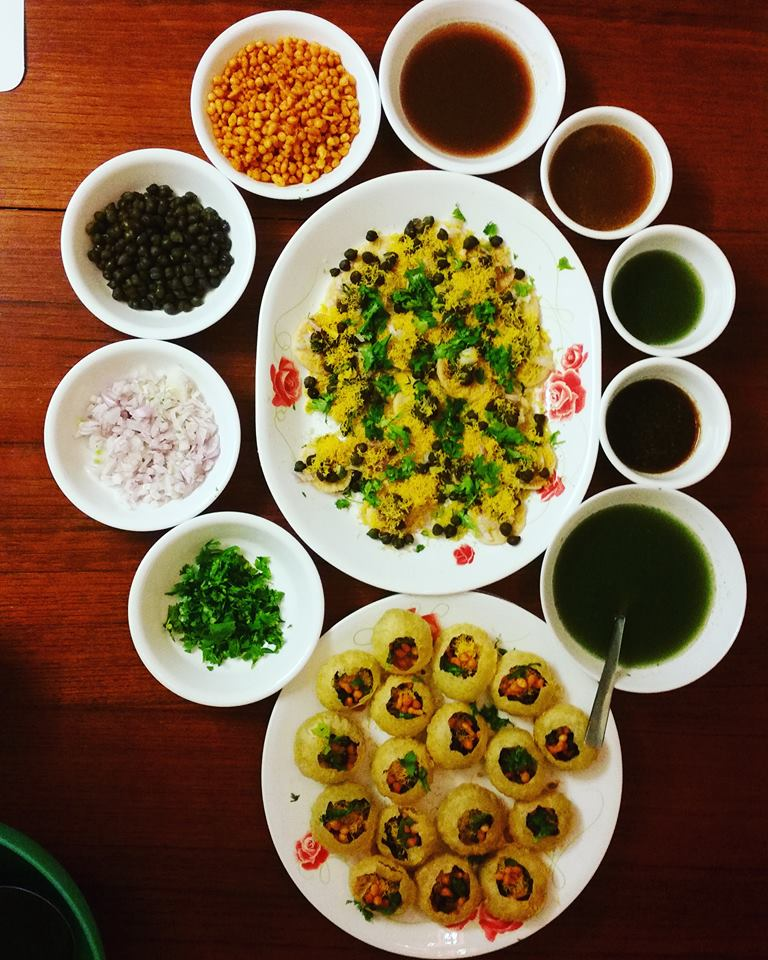
بنيبوري هي واحدة من الجات الشعبية في جنوب آسيا.

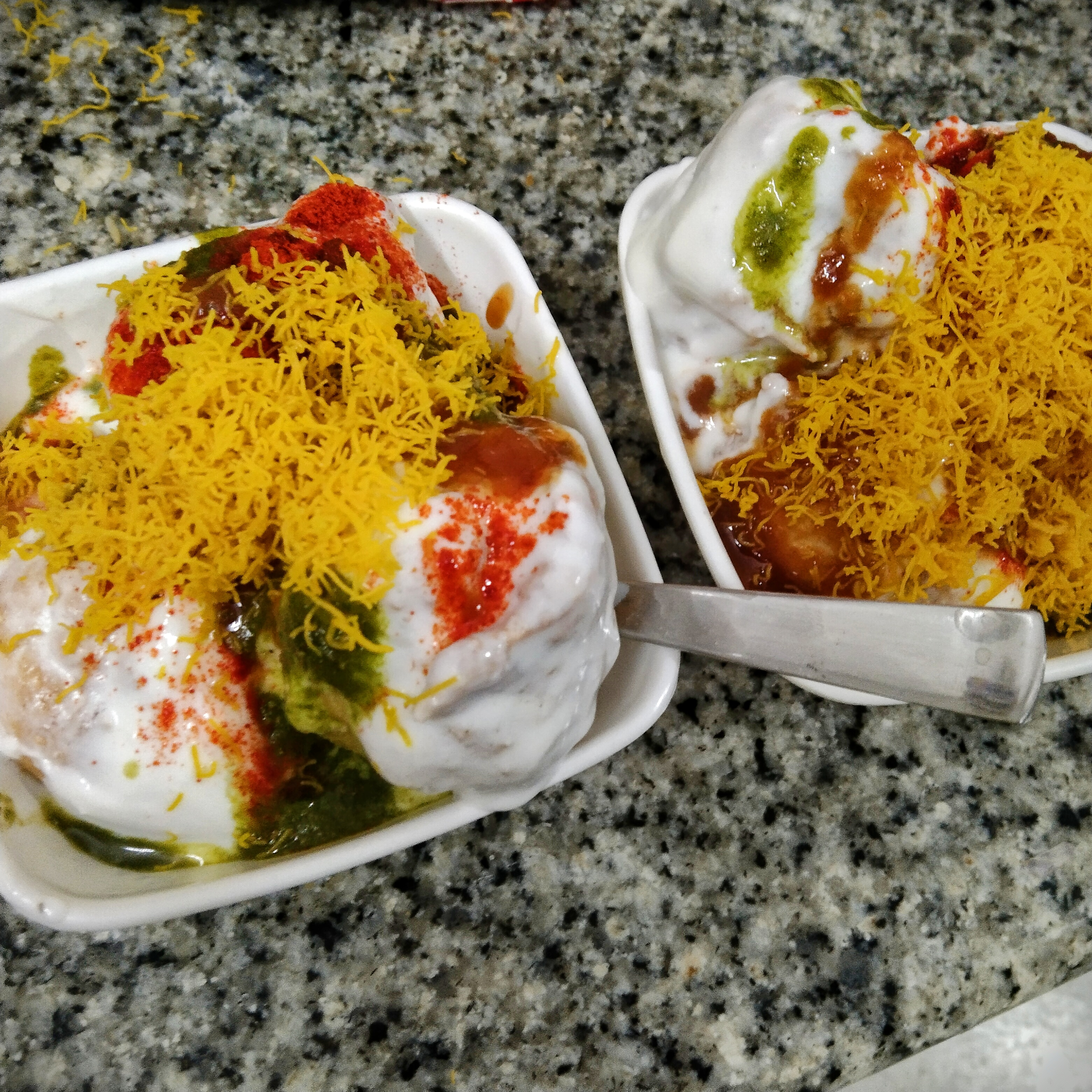
دبي بهلي جاتٌ باللبن